# ربیع‌الله کبیری
ربیع‌الله کبیری (۱۸۸۹ – ۱۹۴۷) نظامی و سیاست‌مدار اهل ایران بود. وی از ۱۹۴۵ تا ۱۹۴۶ به‌عنوان وزیر راه، پست و تلگراف حکومت خودمختار آذربایجان فعالیت می‌کرد.